# Margny-aux-Cerises
Margny-aux-Cerises là một xã thuộc tỉnh Oise trong vùng Hauts-de-France tây bắc nước Pháp. Xã này nằm ở khu vực có độ cao trung bình 86 mét trên mực nước biển.